# Hémoglobine embryonnaire
L'hémoglobine embryonnaire, couramment nommée hémoglobine ε, est un tétramètre de globines produit par les îlots de Wolff-Pander dans la vésicule vitelline de l'embryon. Elle est remplacée par l'hémoglobine fœtale après 10 à 12 semaines de gestation ; des anomalies chromosomiques sont cependant susceptibles de retarder ce basculement.

## Typologie

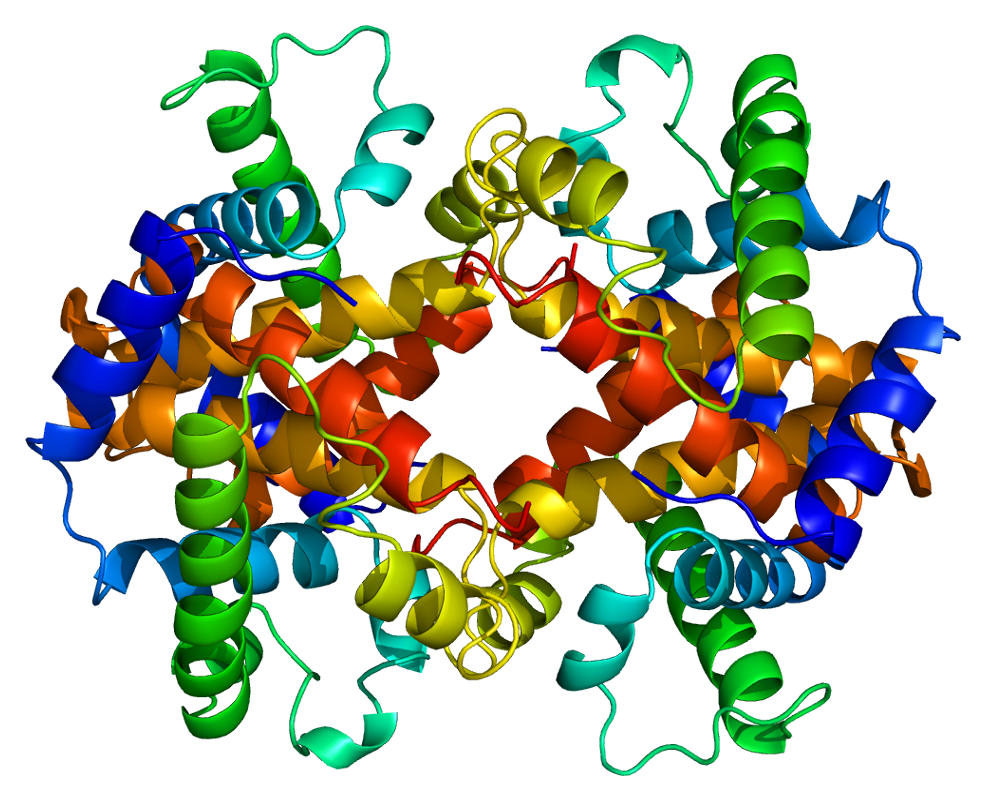
Structure d'une Hb Gower-2 humaine.

On connaît quatre types d'hémoglobines embryonnaires chez l'homme :
- Hb Gower-1, de formule ζ2ε2, est relativement instable et se décompose facilement[2] ;
- Hb Gower-2, de formule α2ε2, plus stable que la variante Gower-1, existe en petites quantités au cours de la vie embryonnaire et fœtale ; elle a été proposée comme traitement par réactivation du gène chez les patients souffrant d'hémoglobinopathies telles qu'une thalassémie β chez lesquels une réactivation de l'hémoglobine F est contre-indiquée pour des raisons de toxicité[2] ;
- Hb Portland-1, de formule ζ2γ2, est présente en faibles quantités au cours de la vie embryonnaire et fœtale[2] ;
- Hb Portland-2, de formule ζ2β2, est encore plus instable que la variante Gower-1 mais a été proposée comme traitement par réactivation du gène chez les patients souffrant de thalassémie α[2],[3].

L'hémoglobine embryonnaire est parfois symbolisée par Hbε, qui ne doit pas être confondue avec l'hémoglobine E, notée HbE, laquelle est une variante pathologique d'HbA présentant une mutation délétère sur les sous-unités β, notées βE (le « E » fait dans ce cas référence au résidu de glutamate modifié par mutation).